# Renânia do Norte-Vestfália
A Renânia do Norte-Vestfália ou Renânia do Norte-Vestefália (Nordrhein-Westfalen) é um Estado (Bundesland) da Alemanha, sendo o mais populoso deles.

## Administração
A Renânia do Norte-Vestfália consiste em cinco regiões administrativas (Regierungsbezirke), divididas em 31 distritos (Kreise), que são grupos de pequenos municípios e 23 cidades independentes (Kreisfreie Städte), geralmente com mais de 100 000 habitantes, que não pertencem a nenhum distrito. No total, a Renânia do Norte-Vestfália possui 396 municípios (1997), incluindo distritos urbanos, que são municipalidades por si só.
O sistema de governo alemão é parlamentarista. No que diz respeito ao modelo federativo, cada um dos 16 Estados tem seu ministro-presidente, com maior autonomia administrativa e de governo que os governadores dos estados no Brasil. O Estado faz fronteira com Holanda e Bélgica, no oeste. Além de Düsseldorf, Colônia e Bona, outras cidades importantes da Renânia do Norte-Vestfália são Dortmund, Essen, Duisburgo, Bielefeld e Aquisgrano.
Seus estados vizinhos são a Baixa Saxônia a norte e nordeste, o Hessen a sudeste, a Renânia-Palatinado a sul, a província belga de Liège a sudoeste e as províncias do Limburgo, Guéldria e Overijssel, nos Países Baixos, a oeste. É o estado mais populoso da Alemanha.
Os distritos da Renânia do Norte-Vestfália:
| | | |
| 1. Aquisgrano (Aachen) 2. Borken 3. Coesfeld 4. Düren 5. Distrito do Ennepe-Ruhr (Ennepe-Ruhr-Kreis) 6. Distrito do Reno-Erft (Rhein-Erft-Kreis) 7. Euskirchen 8. Gütersloh 9. Heinsberg 10. Herford 11. Distrito da Alta Sauerlândia (Hochsauerlandkreis) | 1. Höxter 2. Cleves (Kleve) 3. Lippe 4. Distrito de Mark (Märkischer Kreis) 5. Mettmann 6. Minden-Lübbecke 7. Distrito do Reno de Neuss (Rhein-Kreis Neuss) 8. Distrito do Alto Berg (Oberbergischer Kreis) 9. Olpe 10. Paderborn | 1. Recklinghausen 2. Distrito do Berg Renano (Rheinisch-Bergischer Kreis) 3. Distrito do Reno-Sieg (Rhein-Sieg-Kreis) 4. Siegen-Wittgenstein 5. Soest 6. Steinfurt 7. Unna 8. Viersen 9. Warendorf 10. Wesel |

As cidades independentes (kreisfreie Städte), que não pertencem a nenhum distrito, são:
| 1. Aquisgrano (Aachen) 2. Bielefeld 3. Bochum 4. Bona (Bonn) 5. Bottrop 6. Colónia (Köln) 7. Dortmund 8. Duisburgo (Duisburg) | 1. Dusseldórfia (Düsseldorf) 2. Essen 3. Gelsenkirchen 4. Hagen 5. Hamm 6. Herne 7. Krefeld 8. Leverkusen | 1. Mönchengladbach 2. Mülheim no Ruhr (Mülheim an der Ruhr) 3. Monastério (Münster) 4. Oberhausen 5. Remscheid 6. Solingen 7. Wuppertal |

As cinco regiões administrativas, pertencendo a um dos dois Landschaftsverbände:
- Renânia (Rheinland) (LVR)
  - Colónia (Köln)
  - Dusseldórfia (Düsseldorf)
- Vestfália-Lippe (Westfalen-Lippe) (LWL)
  - Arnsberg
  - Monastério (Münster)
  - Detmold

## Demografia

### População
Possui cerca de 18 milhões de habitantes. É o estado mais populoso da Alemanha, e concentra cerca de um quinto da população do país. Nele está localizada a maior metrópole da Alemanha, o Vale do Ruhr, que faz parte da Megalópole do Reno-Ruhr, uma das maiores Macrometrópoles da Europa. Ela possuía aproximadamente 11 milhões de habitantes em 2021e concentra mais da metade da população do estado e quase 15% de toda população da Alemanha.
Possui várias das grandes cidades da Alemanha, maior parte concentrada nas margens do Reno e do Rio Ruhr: Duisburgo, Düsseldorf, Essen, Dortmund, Colônia, Bonn, Wuppertal, Münster, Bielefeld e entre outras cidades. Todas essas cidades citadas possuem 100 mil habitantes ou mais.
A maior cidade do estado é Colônia, a quarta maior cidade da Alemanha com cerca de 1 milhão de habitantes.

### Religião
Católicos 42%, Igreja Evangélica da Alemanha 28%.

## Bandeira
A bandeira da Renânia do Norte-Vestfália possui três listras horizontais nas cores verde, branco e vermelho com o brasão das amas combinado das províncias Renânia Prussiana (linha branca ondulada sobre o fundo verde), Vesfália (o cavalo branco) e Lippe (a rosa vermelha).
De acordo com a lenda, o cavalo no brasão das armas da Vestfália é o cavalo que o líder saxão Widukind cavalgou após o seu batismo. Outras teorias atribuem o cavalo a Henrique, o Leão.

## Lista de Ministros-presidentes da Renânia do Norte-Vestfália
| Presidente       | Presidente       | Início | Fim  | Partido                  |
| ---------------- | ---------------- | ------ | ---- | ------------------------ |
|                  | Rudolf Amelunxen | 1946   | 1947 | Partido do Centro        |
|                  | Karl Arnold      | 1947   | 1956 | União Democrata-Cristã   |
|                  | Fritz Steinhoff  | 1956   | 1958 | Partido Social-Democrata |
|                  | Franz Meyers     | 1958   | 1966 | União Democrata-Cristã   |
|                  | Heinz Kühn       | 1966   | 1978 | Partido Social-Democrata |
| Johannes Rau     | 1978             | 1998   |      | Partido Social-Democrata |
| Wolfgang Clement | 1998             | 2002   |      | Partido Social-Democrata |
| Peer Steinbrück  | 2002             | 2005   |      | Partido Social-Democrata |
|                  | Jürgen Rüttgers  | 2005   | 2010 | União Democrata-Cristã   |
|                  | Hannelore Kraft  | 2010   | 2017 | Partido Social-Democrata |
|                  | Armin Laschet    | 2017   | 2021 | União Democrata-Cristã   |
| Hendrik Wüst     | 2021             | –      |      | União Democrata-Cristã   |

## Política

### Eleições estaduais
| Ano  | %    | D   | %    | D   | %    | D   | %    | D   | %    | D   | %   | D   | %       | D       | %   | D   | %   | D   |
| Ano  | CDU  | CDU | SPD  | SPD | KPD  | KPD | DZP  | DZP | FDP  | FDP | GRÜ | GRÜ | PDS/LIN | PDS/LIN | PIR | PIR | AfD | AfD |
| ---- | ---- | --- | ---- | --- | ---- | --- | ---- | --- | ---- | --- | --- | --- | ------- | ------- | --- | --- | --- | --- |
| 1947 | 37,6 | 92  | 32,0 | 64  | 14,0 | 28  | 9,8  | 20  | 6,0  | 12  |     |     |         |         |     |     |     |     |
| 1950 | 36,9 | 93  | 32,3 | 68  | 5,5  | 12  | 7,5  | 16  | 12,1 | 26  |     |     |         |         |     |     |     |     |
| 1954 | 41,3 | 90  | 34,5 | 76  | 3,8  | -   | 4,0  | 9   | 11,5 | 25  |     |     |         |         |     |     |     |     |
| 1958 | 50,5 | 104 | 39,2 | 81  |      |     | 1,1  | -   | 7,1  | 15  |     |     |         |         |     |     |     |     |
| 1962 | 46,4 | 96  | 43,3 | 90  | 0,9  | -   | 6,9  | 14  |      |     |     |     |         |         |     |     |     |     |
| 1966 | 42,8 | 86  | 49,5 | 99  | 0,2  | -   | 7,4  | 15  |      |     |     |     |         |         |     |     |     |     |
| 1970 | 46,3 | 95  | 46,1 | 94  | 0,1  | -   | 5,5  | 11  |      |     |     |     |         |         |     |     |     |     |
| 1975 | 47,1 | 95  | 45,1 | 91  | 0,1  | -   | 6,7  | 14  |      |     |     |     |         |         |     |     |     |     |
| 1980 | 43,2 | 95  | 48,4 | 106 | 0,0  | -   | 5,0  | -   | 3,0  | -   |     |     |         |         |     |     |     |     |
| 1985 | 36,5 | 88  | 52,1 | 125 | 0,0  | -   | 6,0  | 14  | 4,6  | -   |     |     |         |         |     |     |     |     |
| 1990 | 36,7 | 89  | 50,0 | 122 | 0,0  | -   | 5,8  | 14  | 5,1  | 12  |     |     |         |         |     |     |     |     |
| 1995 | 37,7 | 89  | 46,0 | 108 |      |     | 4,0  | -   | 10,0 | 24  |     |     |         |         |     |     |     |     |
| 2000 | 37,0 | 88  | 42,8 | 102 | 9,8  | 24  | 7,1  | 17  | 1,1  | -   |     |     |         |         |     |     |     |     |
| 2005 | 44,8 | 89  | 37,1 | 74  | 0,0  | -   | 6,2  | 12  | 6,2  | 12  | 3,1 | -   |         |         |     |     |     |     |
| 2010 | 34,6 | 67  | 34,5 | 67  | 0,1  | -   | 6,7  | 13  | 12,1 | 23  | 5,6 | 11  | 1,6     | -       |     |     |     |     |
| 2012 | 26,3 | 67  | 39,1 | 99  |      |     | 8,6  | 22  | 11,3 | 29  | 2,5 | -   | 7,8     | 20      |     |     |     |     |
| 2017 | 33,0 | 72  | 31,2 | 69  | 0,0  | -   | 12,6 | 28  | 6,4  | 14  | 4,9 | -   | 1,0     | -       | 7,4 | 16  |     |     |

### Governos Estaduais
| Período   | Partidos de Governo | Partidos de Governo | Partidos de Governo | Partidos de Governo | Partidos de Governo | Partidos de Governo | Partidos de Governo | Partidos de Governo | Partidos de Governo | Partidos de Governo | Maioria            |
| --------- | ------------------- | ------------------- | ------------------- | ------------------- | ------------------- | ------------------- | ------------------- | ------------------- | ------------------- | ------------------- | ------------------ |
| 1946      |                     | SPD                 |                     | DZP                 |                     | KPD                 |                     | FDP                 |                     |                     | Governo provisório |
| 1946-1947 |                     | CDU                 |                     | SPD                 |                     | FDP                 |                     | DZP                 |                     | KPD                 | Governo provisório |
| 1947-1948 |                     | CDU                 |                     | SPD                 |                     | DZP                 |                     | KPD                 |                     |                     | 202 / 216          |
| 1948-1950 |                     | CDU                 |                     | SPD                 |                     | DZP                 |                     |                     |                     |                     | 176 / 216          |
| 1950-1954 |                     | CDU                 |                     | DZP                 |                     |                     |                     |                     |                     |                     | 109 / 215          |
| 1954-1956 |                     | CDU                 |                     | FDP                 |                     | DZP                 |                     |                     |                     |                     | 124 / 200          |
| 1956-1958 |                     | SPD                 |                     | FDP                 |                     | DZP                 | 110 / 200           |                     |                     |                     |                    |
| 1958-1962 |                     | CDU                 |                     |                     |                     |                     |                     |                     |                     |                     | 104 / 200          |
| 1962-1966 |                     | CDU                 |                     | FDP                 |                     |                     |                     |                     |                     |                     | 110 / 200          |
| 1966      |                     | CDU                 |                     | FDP                 | 101 / 200           |                     |                     |                     |                     |                     |                    |
| 1966-1970 |                     | SPD                 |                     | FDP                 | 114 / 200           |                     |                     |                     |                     |                     |                    |
| 1970-1975 |                     | SPD                 |                     | FDP                 | 105 / 200           |                     |                     |                     |                     |                     |                    |
| 1975-1978 |                     | SPD                 |                     | FDP                 | 105 / 200           |                     |                     |                     |                     |                     |                    |
| 1978-1980 |                     | SPD                 |                     | FDP                 | 105 / 200           |                     |                     |                     |                     |                     |                    |
| 1980-1985 |                     | SPD                 |                     |                     |                     |                     |                     |                     |                     |                     | 106 / 200          |
| 1985-1990 |                     | SPD                 | 125 / 227           |                     |                     |                     |                     |                     |                     |                     |                    |
| 1990-1995 |                     | SPD                 | 122 / 237           |                     |                     |                     |                     |                     |                     |                     |                    |
| 1995-1998 |                     | SPD                 |                     | GRÜ                 |                     |                     |                     |                     |                     |                     | 132 / 221          |
| 1998-2000 |                     | SPD                 |                     | GRÜ                 | 132 / 221           |                     |                     |                     |                     |                     |                    |
| 2000-2002 |                     | SPD                 |                     | GRÜ                 | 119 / 231           |                     |                     |                     |                     |                     |                    |
| 2002-2005 |                     | SPD                 |                     | GRÜ                 | 119 / 231           |                     |                     |                     |                     |                     |                    |
| 2005-2010 |                     | CDU                 |                     | FDP                 | 101 / 187           |                     |                     |                     |                     |                     |                    |
| 2010-2012 |                     | SPD                 |                     | GRÜ                 | 90 / 181            |                     |                     |                     |                     |                     |                    |
| 2012-2017 |                     | SPD                 |                     | GRÜ                 | 128 / 237           |                     |                     |                     |                     |                     |                    |
| 2017-     |                     | CDU                 |                     | FDP                 | 100 / 199           |                     |                     |                     |                     |                     |                    |